# Јесења изложба УЛУС-а (2015)
Јесења изложба УЛУС-а (2015) одржала се у новембру и децембру 2015. године, у галеријском простору Удружења ликовних уметника Србије, односно у Уметничком павиљону "Цвијета Зузорић". Уредница каталога и организаторка ове изложбе, била је Наталија Церовић.

## Излагачи
1. Дејан Аксентијевић
2. Милица Антонијевић
3. Милена Белензада
4. Иван Блануша
5. Драгана Бојић
6. Стојанка Бошњак
7. Мирослава Брковић
8. Наташа Будимлија
9. Никола Велицки
10. Снежана Влатковић
11. Сузана Вучковић
12. Сана Гарић
13. Мила Гвардиол
14. Весна Голубовић
15. Олга Ђорђевић
16. Милица Жарковић
17. Смиља Иветић
18. Татјана Јанковић
19. Шиљан Јошкин
20. Марко Калезић
21. Зоран Кричка
22. Јелена Крстић
23. Зоран Круљ
24. Зоран Кузмановић
25. Радован Кузмановић
26. Младен Лазаревић
27. Мирослав Лазовић
28. Љубомир Лацковић
29. Светислав Лудошки
30. Весна Марковић
31. Драган Марковић Маркус
32. Раде Марковић
33. Надежда Марковски
34. Ана Милосављевић
35. Небојша Милошевић
36. Весна Милуновић
37. Александар Младеновић Лека
38. Бојан Оташевић
39. Зоран Л. Пантелић
40. Михаило Пауновић
41. Ирена Пашић
42. Михаило М. Петковић
43. Димитрије Пецић
44. Војислав Радовановић
45. Братислав Радовановић
46. Ранка Радовановић
47. Јелена Радовић
48. Слободан Радојковић
49. Симонида Радоњић
50. Светлана Рибица
51. Александра Ристановић
52. Миодраг Ристић
53. Ђорђе Савић
54. Драган Совиљ
55. Сања Сремац
56. Милорад Стајчић
57. Ивана Станисављевић Негић
58. Владимир Стојановић
59. Добри Стојановић
60. Слободан Дане Стојановић
61. Зоран Стошић Врањски
62. Михаило Стошовић
63. Наташа Теофиловић
64. Милорад Тепавац
65. Даница Тешић
66. Зоран Тодовић
67. Мирјана Томашевић
68. Јелена Трајковић
69. Тијана Фишић
70. Драган Хајровић
71. Ирена Хајровић Илијев
72. Сава Халугин
73. Ана Цвејић
74. Ана Церовић
75. Гордана Чекић